# ديشمبية أرجوانية داكنة
ديشمبية أرجوانية داكنة (الاسم العلمي:Deschampsia atropurpurea) هي نوع من النباتات تتبع جنس الديشمبية من الفصيلة النجيلية.